# 秦滅韓之戰
秦滅韓之戰，韩王安五年（前234年），秦攻韩，韩王安派韩非使秦，秦留下韩非，不久杀之。韩王安九年，秦王政十七年（前230年），秦国大将内史腾攻韩，俘获了韩王安，得到韩国的土地，以其地设立为颍川郡。